# بري سان ديدييه

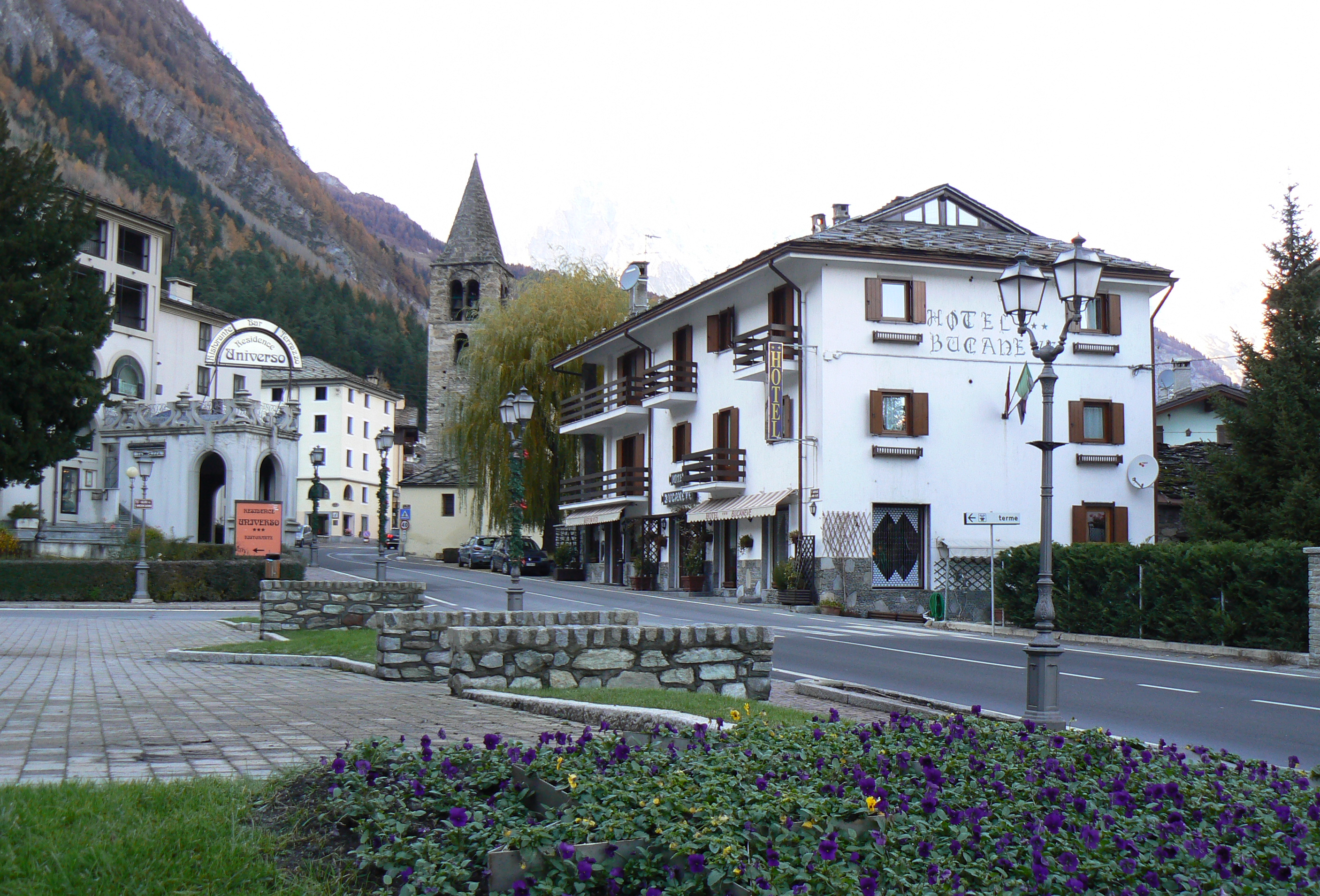
منظر للبلدة مع الكنيسة الرعوية

بري سان ديدييه (‎fr‏؛ فالدوستان: Pré-Sèn-Lédjé) هي بلدة وبلدية في منطقة وادي أوستا في شمال غرب إيطاليا، وتقع على ارتفاع 1,004 متر (3,294 قدم) فوق مستوى سطح البحر.

## وسائل النقل
توجد محطة نهائية للسكك الحديدية الإقليمية في بلدة بري سان ديدييه، ولكنها بدون خدمات منذ عام 2015. قبل إغلاقها، كانت هناك قطارات مباشرة تربط البلدة بـأوستا، والتي ترتبط بشبكة السكك الحديدية الإيطالية. تتوفر خدمات حافلات منتظمة إلى المناطق الجبلية الأعلى (لا ثويل، كورمايور).

## الروابط الخارجية
- باللغة الإنجليزية الحمامات الحرارية في بري سان ديدييه - الموقع الرسمي